# Experiência fora de primeiro uso
1. REDIRECIONAMENTO Out-of-box experience